# Monarca vellutat de Mussau
El monarca vellutat de Mussau (Myiagra hebetior) és un ocell de la família dels monàrquids (Monarchidae).

## Hàbitat i distribució
Habita els boscos de l'illa de Mussau (St. Matthias), a l'arxipèlag de Bismarck.

## Taxonomia
Antany Myiagra eichhorni, Myiagra cervinicolor i Myiagra nana eren classificades com subespècies de Myiagra hebetior. Actualment són considerades quatre espècie diferents, arran treballs com ara Dutson 2011 o Gregory 2017